# Christian Kerepeszki
Christian Kerepeszki (* 1969) ist ein deutscher Schauspieler und Hörspielsprecher.

## Leben
Christian Kerepeszki besuchte von 1989 bis 1993 die Hochschule für Musik und Theater Zürich. Seitdem gastierte er an vielen deutschen und Schweizer Bühnen, wie den Theatern in Chur und Luzern, den Zürcher Theatern am Neumarkt und an der Winkelwiese, in Hamburg am Deutschen Schauspielhaus, an den Kammerspielen und dem Altonaer Theater. In Berlin sah man Kerepeszki an der Volksbühne am Rosa-Luxemburg-Platz, in den Sophiensälen und am Maxim-Gorki-Theater. Gastspiele führten ihn außerdem zu den Kreuzgangspielen Feuchtwangen, ans Essener Grillo-Theater, ans Staatsschauspiel Dresden und an das Opernhaus Halle. Bekannte Inszenierungen, in denen Kerepeszki spielte, waren Der Prozess von Franz Kafka, Rainer Werner Fassbinders Katzelmacher, die Shakespeare-Stücke Hamlet und Wie es euch gefällt sowie am Stadttheater Bern in Schillers Maria Stuart und Goethes Faust, wo er in der Titelrolle zu sehen war.
Seit der Jahrtausendwende ist Kerepeszki auch ein vielbeschäftigter Film- und Fernsehdarsteller. Erstmals sah man ihn 1999 in einer Folge der Serie Hinter Gittern – Der Frauenknast. Es folgten zahlreiche Gastrollen in anderen Serien wie beispielsweise Adelheid und ihre Mörder, SOKO Wismar, Der Tatortreiniger oder Die Pfefferkörner. Wiederholt spielte er auch in der Reihe Tatort. Außerdem arbeitet er als Hörspielsprecher.
Christian Kerepeszki ist freischaffend tätig und lebt in Berlin.

## Filmografie (Auswahl)
- 1999: Hinter Gittern – Der Frauenknast – Gittings Fall
- 2003: Die Pfefferkörner – Börsenfieber
- 2005: Hier kriegt keiner was geschenkt
- 2006: 37 ohne Zwiebeln (Kurzfilm)
- 2007: Adelheid und ihre Mörder – Mord auf höchster Ebene
- 2008: Braams – Kein Mord ohne Leiche
- 2009: Rosa Roth – Das Mädchen aus Sumy
- 2009: SOKO Wismar – Lillis Papa
- 2009: Tatort: Im Sog des Bösen
- 2010: SOKO Stuttgart – Spuren der Vergangenheit
- 2010: Killerjagd. Schrei, wenn du dich traust
- 2010: Die Pfefferkörner – Zivilcourage
- 2010: Alles was zählt
- 2011: Spreewaldkrimi – Die Tränen der Fische
- 2012: Das Leben ist nichts für Feiglinge
- 2013: Der Tatortreiniger – Die Challenge
- 2014: Tatort: Wahre Liebe
- 2015: SOKO Stuttgart – Schlitzohr
- 2015: Der Kriminalist – Die Liebeslehrerin
- 2015: Tatort: Preis des Lebens
- 2016: SOKO Leipzig – Skater-Träume
- 2017: Charité – Zeitenwende
- 2017: Notruf Hafenkante – Versager
- 2018: Die Heiland – Wir sind Anwalt – Tiefer Fall
- 2018: SOKO Stuttgart – Marathongirl
- 2019: Ein starkes Team – Eiskalt
- 2019: Ein ganz normaler Tag
- 2019: SOKO Potsdam – Fluch der guten Tat
- 2021: Der Usedom-Krimi: Entführt
- 2021: In aller Freundschaft – Die jungen Ärzte – Ausgleich
- 2021: Bring mich nach Hause (Fernsehfilm)
- 2022: Tatort: Schattenleben
- 2023: In aller Freundschaft – Die jungen Ärzte – Richtungswechsel

## Hörspiele
- 2011: Radio-Tatort – Versunkene Gräber – Autorin: Elisbeth Herrmann – Regie: Sven Stricker
- 2012: Klassiker – Reloaded – Autoren: Matthias Käther und André Hatting – Regie: Sven Stricker
- 2012: Lilith (10-teilige Serie) – Autor: Rafael Kohn – Regie: Sven Stricker
- 2015: Radio-Tatort – Das Grab der kleinen Vögel – Autorin: Elisabeth Herrmann – Regie: Sven Stricker